# Slavko Kodrnja
Slavko Kodrnja altresì citato come Slavko Kordnya (serbo-croato: Славко Кодрња; Zagabria, 12 aprile 1911 – Zagabria, 23 novembre 1970) è stato un calciatore e allenatore di calcio jugoslavo, croato tra il 1941 e il 1945, di ruolo attaccante.

## Palmarès

### Club
- Campionato jugoslavo: 1

Concordia Zagabria: 1931-1932
- Primeira Liga: 1

Porto: 1939-1940
- Prva hrvatska nogometna liga: 1

Concordia Zagabria: 1942

### Individuale
- Capocannoniere della Primeira Liga: 1

1939-1940 (29 gol)

## Statistiche

### Cronologia presenze e reti in Nazionale
| Cronologia completa delle presenze e delle reti in nazionale ― Jugoslavia | Cronologia completa delle presenze e delle reti in nazionale ― Jugoslavia | Cronologia completa delle presenze e delle reti in nazionale ― Jugoslavia | Cronologia completa delle presenze e delle reti in nazionale ― Jugoslavia | Cronologia completa delle presenze e delle reti in nazionale ― Jugoslavia | Cronologia completa delle presenze e delle reti in nazionale ― Jugoslavia | Cronologia completa delle presenze e delle reti in nazionale ― Jugoslavia | Cronologia completa delle presenze e delle reti in nazionale ― Jugoslavia |
| Data                                                                      | Città                                                                     | In casa                                                                   | Risultato                                                                 | Ospiti                                                                    | Competizione                                                              | Reti                                                                      | Note                                                                      |
| ------------------------------------------------------------------------- | ------------------------------------------------------------------------- | ------------------------------------------------------------------------- | ------------------------------------------------------------------------- | ------------------------------------------------------------------------- | ------------------------------------------------------------------------- | ------------------------------------------------------------------------- | ------------------------------------------------------------------------- |
| 3-6-1933                                                                  | Bucarest                                                                  | Grecia                                                                    | 3 – 5                                                                     | Jugoslavia                                                                | Coppa dei Balcani per nazioni 1933                                        | 3                                                                         |                                                                           |
| 7-6-1933                                                                  | Bucarest                                                                  | Bulgaria                                                                  | 0 – 4                                                                     | Jugoslavia                                                                | Coppa dei Balcani per nazioni 1933                                        | -                                                                         |                                                                           |
| 11-6-1933                                                                 | Bucarest                                                                  | Romania                                                                   | 5 – 0                                                                     | Jugoslavia                                                                | Coppa dei Balcani per nazioni 1933                                        | -                                                                         |                                                                           |
| 6-8-1933                                                                  | Zagabria                                                                  | Jugoslavia                                                                | 2 – 1                                                                     | Cecoslovacchia                                                            | Amichevole                                                                | 1                                                                         |                                                                           |
| Totale                                                                    |                                                                           | Presenze                                                                  | 4                                                                         |                                                                           | Reti                                                                      | 4                                                                         |                                                                           |

| Cronologia completa delle presenze e delle reti in nazionale ― Croazia | Cronologia completa delle presenze e delle reti in nazionale ― Croazia | Cronologia completa delle presenze e delle reti in nazionale ― Croazia | Cronologia completa delle presenze e delle reti in nazionale ― Croazia | Cronologia completa delle presenze e delle reti in nazionale ― Croazia | Cronologia completa delle presenze e delle reti in nazionale ― Croazia | Cronologia completa delle presenze e delle reti in nazionale ― Croazia | Cronologia completa delle presenze e delle reti in nazionale ― Croazia |
| Data                                                                   | Città                                                                  | In casa                                                                | Risultato                                                              | Ospiti                                                                 | Competizione                                                           | Reti                                                                   | Note                                                                   |
| ---------------------------------------------------------------------- | ---------------------------------------------------------------------- | ---------------------------------------------------------------------- | ---------------------------------------------------------------------- | ---------------------------------------------------------------------- | ---------------------------------------------------------------------- | ---------------------------------------------------------------------- | ---------------------------------------------------------------------- |
| 11-10-1942                                                             | Bucarest                                                               | Romania                                                                | 2 – 2                                                                  | Croazia                                                                | Amichevole                                                             | -                                                                      |                                                                        |
| 10-4-1943                                                              | Zagabria                                                               | Croazia                                                                | 1 – 0                                                                  | Slovacchia                                                             | Amichevole                                                             | -                                                                      |                                                                        |
| Totale                                                                 |                                                                        | Presenze                                                               | 2                                                                      |                                                                        | Reti                                                                   | 0                                                                      |                                                                        |